# Vani Gjuzi
Vani Gjuzi, właściwie Ritvan Gjuzi (ur. 12 sierpnia 1984 w Tiranie) - albański piosenkarz.

## Dyskografia[1]

### Albumy
| Rok  | Album        |
| ---- | ------------ |
| 2013 | Te dua zemer |
| 2017 | Ani zemër    |

### Teledyski
| Rok  | Teledysk                          |
| ---- | --------------------------------- |
| 2013 | Emanuela                          |
| 2014 | Nomin bojna                       |
| 2016 | Stinet e dashurisë                |
| 2016 | Miami                             |
| 2016 | Te quiero                         |
| 2017 | Duhet te isha un                  |
| 2017 | Kadal kadal                       |
| 2017 | Potpuri e Shqiperis se mesme 2017 |
| 2018 | Dajak                             |
| 2018 | Ke çesmja kishes                  |
| 2019 | Me flamur Shqiptar                |
| 2019 | Tingujt e amel te mandolines      |
| 2019 | Boni Mashallah                    |
| 2019 | 30 dit e ramazanit                |
| 2019 | Gjynah                            |
| 2020 | Haku im                           |
| 2020 | Potpuri 2020                      |
| 2021 | Nomi                              |